# Jhan Mariñez

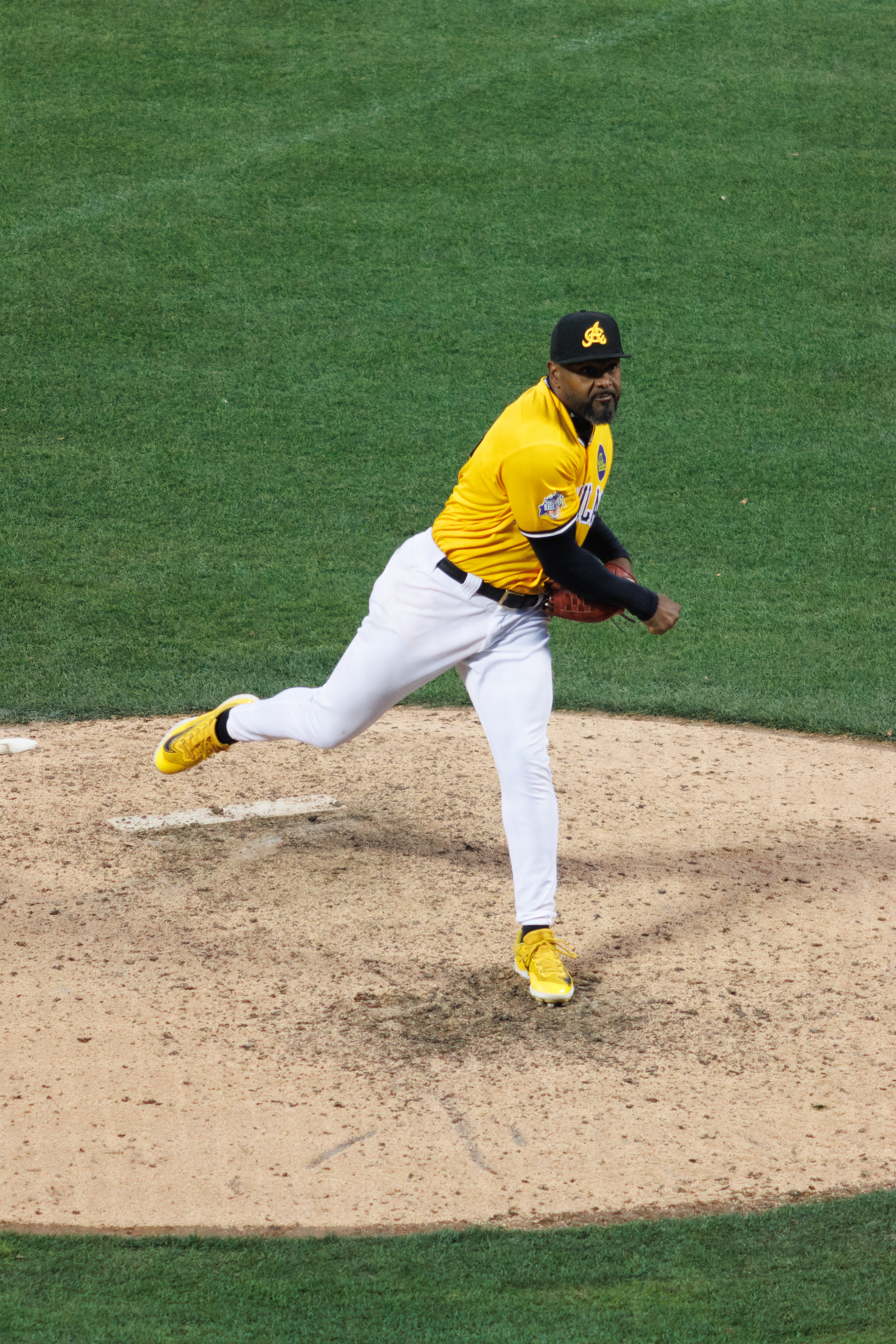
Jhan Mariñez

Jhan Carlos Mariñez Fuente (Santo Domingo, 12 de agosto de 1988) é um jogador de beisebol dominicano, que joga na posição de arremessador (pitcher).

## Carreira
Mariñez compôs o elenco da Seleção Dominicana de Beisebol nos Jogos Olímpicos de Verão de 2020 em Tóquio, onde conquistou a medalha de bronze após derrotar a equipe sul-coreana na disputa pelo pódio.